# San Juan del Monte
San Juan del Monte è un comune spagnolo di 138 abitanti situato nella comunità autonoma di Castiglia e León.